# Hans Jaax
Hans Jaax (* 12. März 1933 in Friedrich-Wilhelms-Hütte; † 14. März 2000) war ein deutscher Politiker (SPD) und Landtagsabgeordneter.

## Leben und Beruf
Nach dem Besuch der Volksschule und der Realschule absolvierte er eine Ausbildung zum Schlosser. Nach einem Ingenieurstudium und einem Studium für das Lehramt an berufsbildenden Schulen war er im Schuldienst, zuletzt als Studiendirektor, tätig.
Der SPD gehörte Jaax seit 1964 an. Er war in verschiedenen Parteigremien vertreten. Er war Mitglied der IG Metall.

## Abgeordneter
Vom 30. Mai 1985 bis 31. Mai 1995 war Jaax Mitglied des Landtags des Landes Nordrhein-Westfalen. Er wurde jeweils im Wahlkreis 030 Rhein-Sieg-Kreis IV direkt gewählt.
Dem Gemeinderat der Stadt Troisdorf gehörte er von 1975 bis 1993 an und war hier auch Bürgermeister. Von 1970 bis 1975 und von 1979 bis 1981 war Jaax Mitglied im Kreistag des Rhein-Sieg-Kreises.
Im März 1995 berief ihn Regierungspräsident Franz-Josef Antwerpes kommissarisch zum Bürgermeister von Sankt Augustin, nachdem sich der Stadtrat aufgrund von Unregelmäßigkeiten bei der Kommunalwahl im Jahr zuvor selbst aufgelöst hatte und damit auch Bürgermeisterin Anke Riefers ihr Amt verloren hatte.